# Hans Horrevoets
Hans Horrevoets (född den 26 april 1974 i Made, Nederländerna. död den 18 maj 2006) var en nederländsk havskappseglare.
Han var bland annat deltagare på båten ABN Amro Two under Volvo Ocean Race 2005-2006. Under Sjunde etappen i tävlingen mellan New York och Portsmouth spolades Horrevoets överbord, cirka 1 300 sjömil (2 410 km) från Land's End i England.
Hans kollegor på båten lyckades hitta honom, men försök att återuppliva honom misslyckades.